# Zalaújlak
Zalaújlak ist eine ungarische Gemeinde im Kreis Nagykanizsa im Komitat Zala.

## Geografische Lage
Zalaújlak liegt ungefähr 15 Kilometer nordöstlich der Stadt Nagykanizsa, am linken Ufer des kleinen Flusses  Galamboki-vízfolyás. Nachbargemeinden sind Zalamerenye, Nagybakónak, Zalakaros und Csapi.

## Söhne und Töchter der Gemeinde
- József Egry (1883–1951), Maler und Graphiker

## Sehenswürdigkeiten
- József Egry Geburts- und Gedenkhaus (Egry József szülő- és emlékháza)
- Römisch-katholische Kirche Őrangyalok, erbaut 1740
  - Der Kirchturm wurde 1948 hinzugefügt, vorher gab es einen freistehenden  Glockenturm neben der Kirche.
- Statue von József Egry, erschaffen 2014 von Endre Boa
- Weltkriegsdenkmal (Világháborús emlékmű), erschaffen von József Varga

## Verkehr
Zalaújlak ist nur über die Nebenstraße Nr. 75127 zu erreichen. Der nächstgelegene Bahnhof befindet sich in Nagykanizsa.

## Bilder

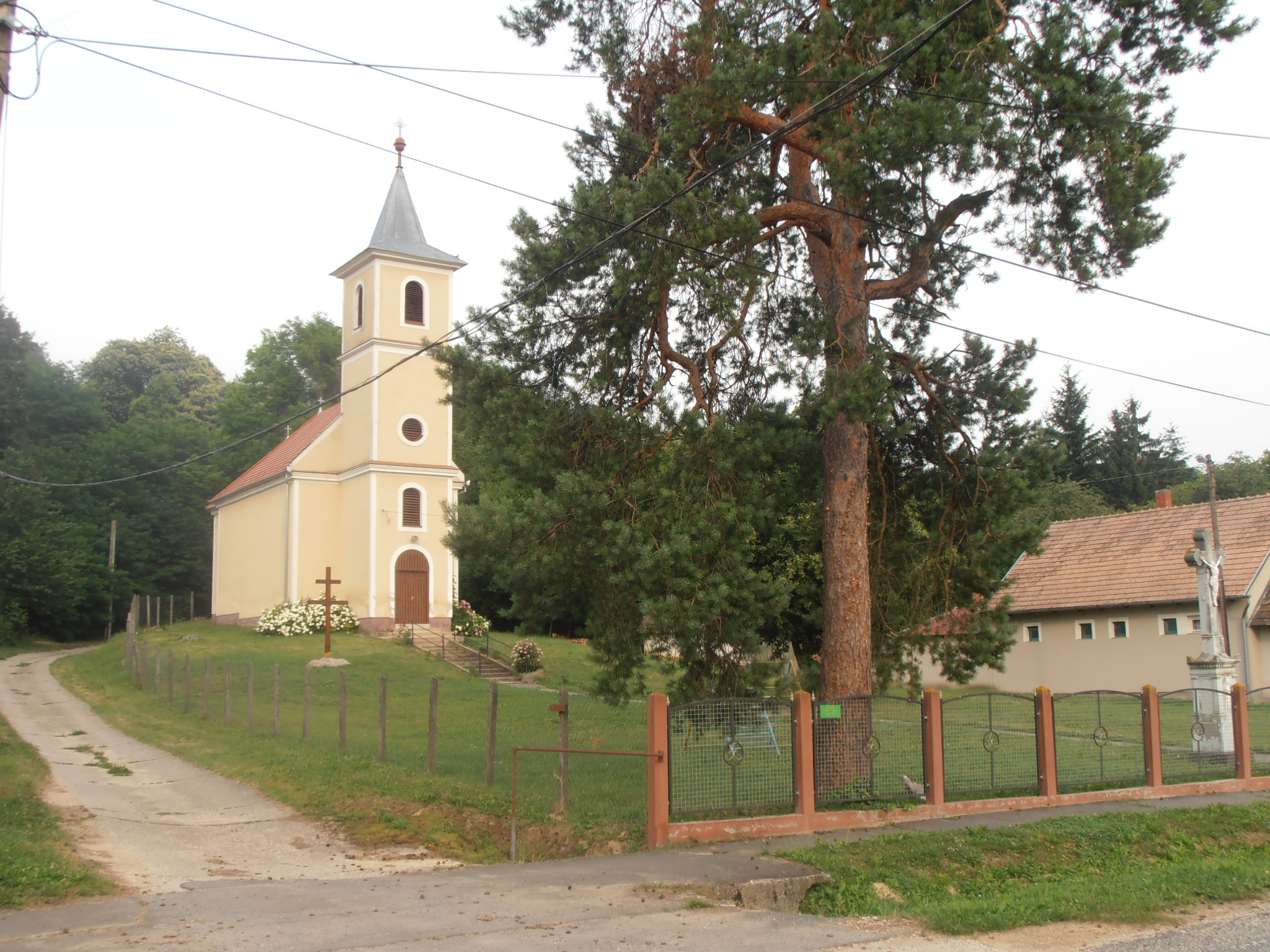
Röm.-kath. Kirche Őrangyalok
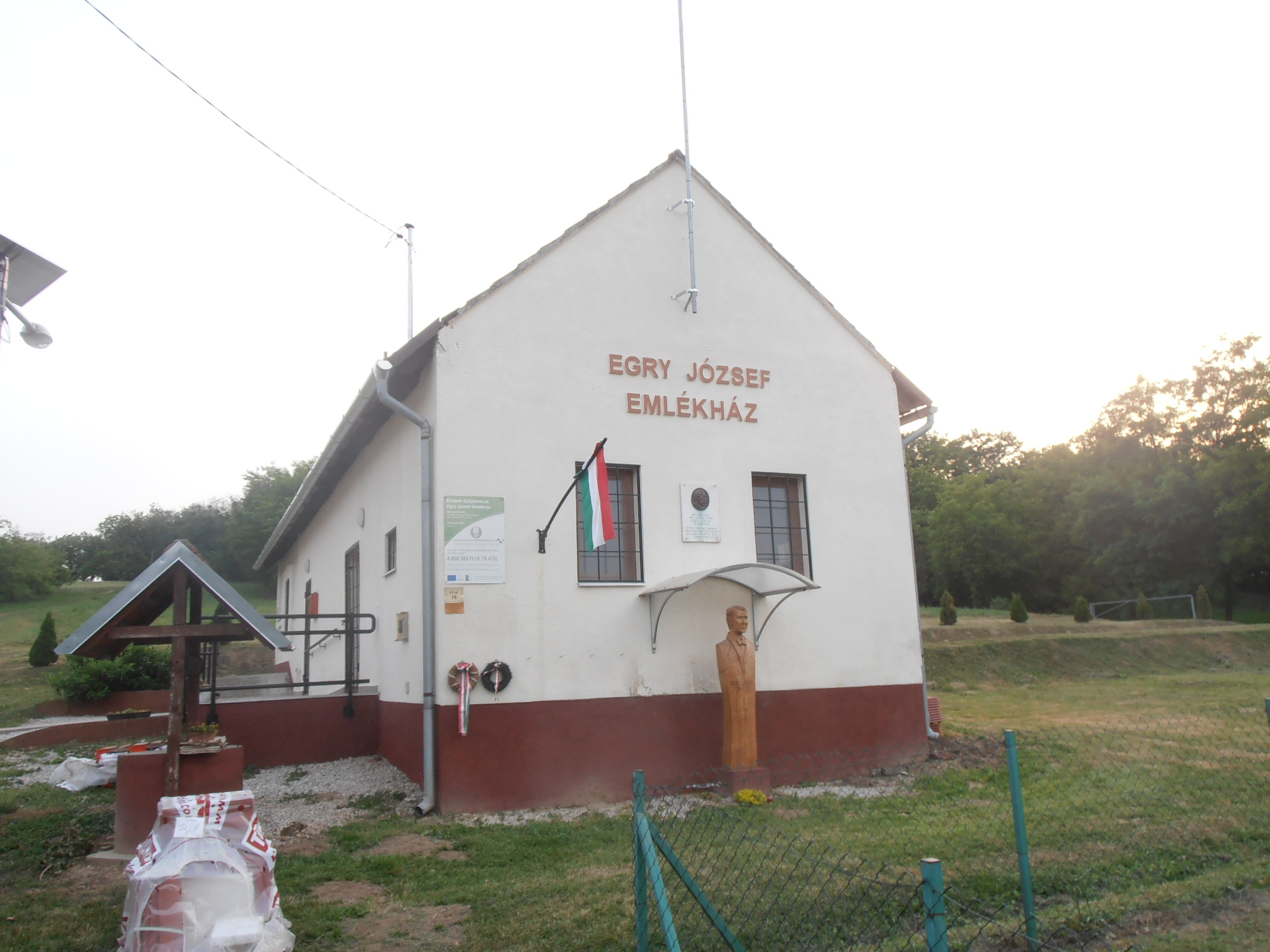
József Egry Geburts- und Gedenkhaus
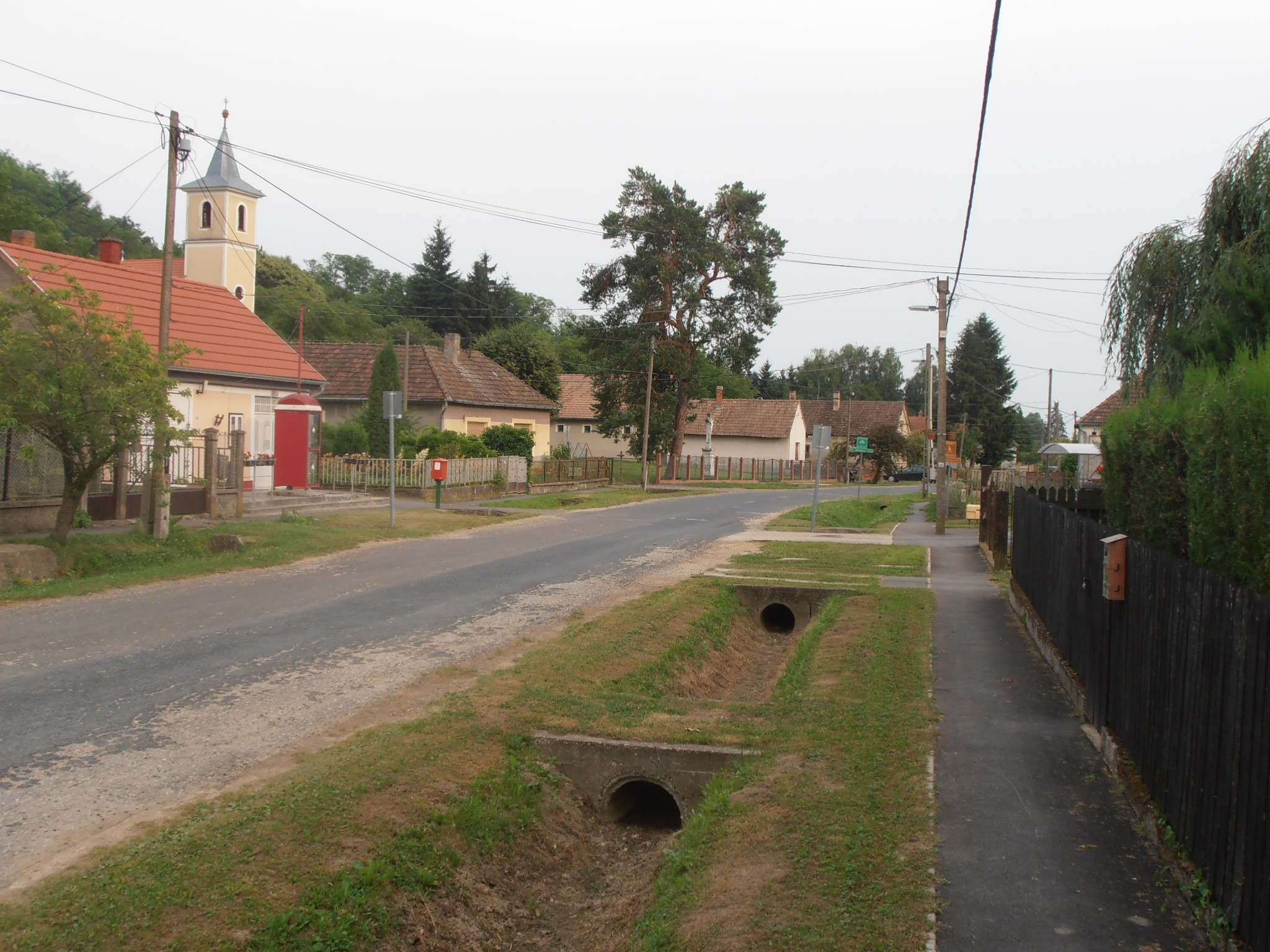
Hauptstraße (Fő utca)